# حدود جبرية متشابهة
الحدود الجبرية المتشابهة : هي جمع حد جبري ويمكن تعريفها بانها الحدود الجبرية التي تتفق المتغير والدرجة.
ويعنى بالمتغير الرمز الحرفي (س) مثلا والدرجة أس ذلك المتغير.

## العمليات الحسابية على الحدود الجبرية المتشابهة
نستطيع إجراء جميع العمليات الحسابية على الحدود الجبرية المتشابهة بينما لا نستطيع إجراء بعض العمليات علي الحدود الجبرية المختلفة مثل الجمع والطرح.
ويمكن تعريف الحدود الجبرية المختلفة بأنها الحدود الجبرية التي تختلف في المتغير أو الدرجة.

### الجمع
لكل حد جبري معامل ومتغير ودرجة وعند إجراء العملية الحسابية للحدود الجبرية المتشابهة توخد كل مكونات الحد الجبري بعين الاعتبار 
فعند الجمع نقوم بجمع معاملات الحدود الجبرية المتشابهة فقط مثال
س + س + س = 3س
المثال السابق يمثل مقدار جبري

### الطرح
عند إجراء عملية الطرح على أي مقدار جبري يجب أن تكون حدود ذلك المقدار متشابهة.
وفي هذه الحالة نقوم بطرح المعاملات للحدود المتشابهة فقط مثال.
3س - س = 2س

### الضرب
لا يجب في حالة ضرب الحدود الجبرية أن تكون متشابهة.
وفي حالة ضرب الحدود الجبرية نقوم بضرب المعاملات والمتغيرات.
مثال
2س * 2س = 4س^2
4س * 9س=؟

### القسمة
لا يجب في حالة قسمة حد جبري على آخر ان يكون الحدان متشابهان